# Chaumont (Cher)
Chaumont település Franciaországban, Cher megyében. Lakosainak száma 46 fő (2022. január 1.). Chaumont Bannegon, Blet, Chalivoy-Milon, Givardon és Neuilly-en-Dun községekkel határos.

## Népesség
A település népessége az elmúlt években az alábbi módon változott:
| Lakosok száma | 78   | 48   | 37   | 50   | 50   | 54   | 54   | 50   | 48   | 46   |
|               | 1968 | 1982 | 1990 | 2006 | 2013 | 2015 | 2017 | 2019 | 2020 | 2022 |